# آلساندرو ابیو
آلساندرو ابیو (ایتالیایی: Alessandro Abbio؛ زادهٔ ۱۳ مارس ۱۹۷۱) بازیکن بسکتبال اهل ایتالیا بود.
از باشگاه‌هایی که در آن بازی کرده‌است می‌توان به باشگاه بسکتبال والنسیا اشاره کرد.
وی در مسابقات کشوری و بین‌المللی در مجموع برندهٔ ۲ مدال طلا، ۲ مدال نقره شده‌است.